# Estación Pajalta
Paja Alta es una estación de ferrocarril ubicada en la localidad del mismo nombre, Departamento Valcheta, Provincia de Río Negro, Argentina.

## Ubicación
Se encuentra a 19 km al este de la ciudad de Valcheta.

## Servicios
Por sus vías transitan formaciones de cargas y de pasajeros de la empresa Tren Patagónico S.A.. Los trenes de pasajeros no presentan parada en esta estación.